# Pogonopoma parahybae
Pogonopoma parahybae är en fiskart som först beskrevs av Steindachner, 1877.  Pogonopoma parahybae ingår i släktet Pogonopoma och familjen Loricariidae. Inga underarter finns listade i Catalogue of Life.